# Lista de deputados estaduais do Paraná da 16.ª legislatura
Esta é a lista de deputados estaduais do Paraná para a legislatura 2007–2011.

## Composição das bancadas
| Partido | Líder              | Bancada | Posição      |
| ------- | ------------------ | ------- | ------------ |
| PMDB    | Alexandre Curi     | 17 / 54 | Governo      |
| PSDB    | Francisco Bührer   | 7 / 54  | Oposição     |
| PFL     | Elio Rusch         | 6 / 54  | Oposição     |
| PT      | Luciana Rafagnin   | 6 / 54  | Governo      |
| PP      | Antonio Belinati   | 4 / 54  | Oposição     |
| PDT     | Augustinho Zucchi  | 3 / 54  | Governo      |
| PPS     | Marcelo Rangel     | 3 / 54  | Oposição     |
| PTB     | Jocelito Canto     | 2 / 54  | Oposição     |
| PSB     | Reni Pereira       | 2 / 54  | Independente |
| PL      | Chico Noroeste     | 1 / 54  | Oposição     |
| PRB     | Edson Praczyk      | 1 / 54  | Independente |
| PMN     | Dr. Manoel Batista | 1 / 54  | Independente |
| PV      | Rosane Ferreira    | 1 / 54  | Independente |

## Deputados estaduais
| Número | Deputados estaduais eleitos | Partido | Votação | Percentual | Cidade onde nasceu        | Unidade federativa |
| 15128  | Alexandre Curi              | PMDB    | 131.988 | 2,44%      | Curitiba                  | Paraná             |
| 15178  | Nereu Moura                 | PMDB    | 88.891  | 1,65%      | São João                  | Paraná             |
| 15107  | Caíto Quintana              | PMDB    | 85.352  | 1,58%      | Santo Augusto             | Rio Grande do Sul  |
| 15678  | Luiz Claudio Romanelli      | PMDB    | 82.666  | 1,53%      | Londrina                  | Paraná             |
| 11789  | Antonio Belinati            | PP      | 81.157  | 1,50%      | Campo Grande              | Mato Grosso do Sul |
| 15015  | Artagão Junior              | PMDB    | 74.783  | 1,38%      | Ponta Grossa              | Paraná             |
| 45120  | Valdir Rossoni              | PSDB    | 71.992  | 1,33%      | Palmas                    | Paraná             |
| 45000  | Luiz Accorsi                | PSDB    | 71.920  | 1,33%      | São Paulo                 | São Paulo          |
| 12345  | Augustinho Zucchi           | PDT     | 67.760  | 1,25%      | Pato Branco               | Paraná             |
| 15123  | Waldyr Pugliesi             | PMDB    | 66.513  | 1,23%      | Monte Alto                | São Paulo          |
| 11511  | Cida Borghetti              | PP      | 66.492  | 1,23%      | Caçador                   | Santa Catarina     |
| 15190  | Antônio Anibelli            | PMDB    | 65.624  | 1,22%      | Clevelândia               | Paraná             |
| 14123  | Jocelito Canto              | PTB     | 65.284  | 1,21%      | Três Passos               | Rio Grande do Sul  |
| 15156  | Cleiton Kielse              | PMDB    | 61.874  | 1,15%      | Curitiba                  | Paraná             |
| 15777  | Geraldo Cartário            | PMDB    | 61.758  | 1,14%      | Curitiba                  | Paraná             |
| 12550  | Luiz Carlos Martins         | PDT     | 54.520  | 1,01%      | Bilac                     | São Paulo          |
| 45200  | Nelson Garcia               | PSDB    | 53.932  | 1,00%      | Rolândia                  | Paraná             |
| 45680  | Francisco Bührer            | PSDB    | 53.524  | 0,99%      | Tijucas do Sul            | Paraná             |
| 11669  | Ney Leprevost               | PP      | 53.471  | 0,99%      | Curitiba                  | Paraná             |
| 23100  | Marcelo Rangel              | PPS     | 51.868  | 0,96%      | Ponta Grossa              | Paraná             |
| 12612  | Edgar Bueno                 | PDT     | 49.971  | 0,93%      | Marcelino Ramos           | Paraná             |
| 40111  | Reni Pereira                | PSB     | 49.760  | 0,92%      | Santo Antônio do Sudoeste | Paraná             |
| 22104  | Chico Noroeste              | PL      | 49.413  | 0,92%      | Mirador                   | Maranhão           |
| 15655  | Mauro Moraes                | PMDB    | 48.513  | 0,90%      | Tomazina                  | Paraná             |
| 40789  | Fernando Carli Filho        | PSB     | 46.686  | 0,86%      | Guarapuava                | Paraná             |
| 25155  | Elio Rusch                  | PFL     | 46.613  | 0,86%      | Crissiumal                | Rio Grande do Sul  |
| 25252  | Durval Amaral               | PFL     | 46.476  | 0,86%      | Londrina                  | Paraná             |
| 15115  | Dobrandino da Silva         | PMDB    | 45.623  | 0,84%      | Treze de Maio             | Santa Catarina     |
| 45123  | Luiz Nishimori              | PSDB    | 45.247  | 0,84%      | Marialva                  | Paraná             |
| 25111  | Nelson Justus               | PFL     | 44.430  | 0,82%      | Curitiba                  | Paraná             |
| 15615  | Mamede                      | PMDB    | 42.691  | 0,79%      | Keserwan                  | Líbano             |
| 25110  | Plauto Miró                 | PFL     | 42.456  | 0,79%      | Ponta Grossa              | Paraná             |
| 45160  | Luiz Fernandes Litro        | PSDB    | 41.864  | 0,78%      | Dois Vizinhos             | Paraná             |
| 15999  | Luiz Eduardo Cheida         | PMDB    | 39.298  | 0,73%      | Penápolis                 | São Paulo          |
| 15450  | Teruo Kato                  | PMDB    | 39.176  | 0,73%      | Lucélia                   | São Paulo          |
| 15200  | Edson Strapasson            | PMDB    | 38.645  | 0,72%      | Colombo                   | Paraná             |
| 15333  | Beti Pavin                  | PMDB    | 38.266  | 0,71%      | Colombo                   | Paraná             |
| 25654  | Fabio Camargo               | PFL     | 37.973  | 0,70%      | Curitiba                  | Paraná             |
| 13233  | Luciana Rafagnin            | PT      | 37.966  | 0,70%      | Mariano Moro              | Rio Grande do Sul  |
| 15000  | Stephanes Júnior            | PMDB    | 37.955  | 0,70%      | Curitiba                  | Paraná             |
| 11223  | Duílio Genari               | PP      | 36.999  | 0,69%      | Veranópolis               | Rio Grande do Sul  |
| 13300  | Enio Verri                  | PT      | 36.800  | 0,68%      | Maringá                   | Paraná             |
| 10123  | Edson Praczyk               | PRB     | 35.725  | 0,66%      | São Paulo                 | São Paulo          |
| 45789  | Ademar Traiano              | PSDB    | 34.666  | 0,64%      | Francisco Beltrão         | Paraná             |
| 14190  | Carlos Simões               | PTB     | 32.138  | 0,60%      | Verê                      | Paraná             |
| 23500  | Felipe Lucas                | PPS     | 31.636  | 0,59%      | Rio Azul                  | Paraná             |
| 23600  | Douglas Fabrício            | PPS     | 29.553  | 0,55%      | Roncador                  | Paraná             |
| 13115  | Péricles de Mello           | PT      | 29.012  | 0,54%      | Ponta Grossa              | Paraná             |
| 13131  | Tadeu Veneri                | PT      | 28.204  | 0,52%      | União da Vitória          | Paraná             |
| 13166  | Elton Welter                | PT      | 27.549  | 0,51%      | Toledo                    | Paraná             |
| 25625  | Osmar Bertoldi              | PFL     | 27.385  | 0,51%      | Curitiba                  | Paraná             |
| 33014  | Dr. Manoel Batista          | PMN     | 26.714  | 0,49%      | Pompéia                   | São Paulo          |
| 13567  | Pedro Ivo Ilkiv             | PT      | 24.472  | 0,45%      | Cruz Machado              | Paraná             |
| 43043  | Rosane Ferreira             | PV      | 18.844  | 0,35%      | Clevelândia               | Paraná             |